# تعامد (جبر خطی)

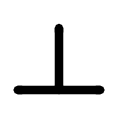
نماد تعامد

در ریاضیات، دو بردار را متعامد (به انگلیسی: Orthogonal) گویند هرگاه برهم قائم باشند. به عبارت دیگر دو بردار متعامدند اگر و تنها اگر ضرب داخلی آنها برابر با صفر باشد یا با هم زاویهٔ راست (۹۰ درجه) ساخته باشند.

## تعریف‌ها

AB و CD نسبت به هم متعامد هستند.

- در هندسه، دو بردار اقلیدسی عمود بر هم هستند اگر به بکدیگر قائم باشن؛ یعنی هم زاویه قائم بسازند.
- دو بردار {\displaystyle x} و {\displaystyle y} را در یک فضای ضرب داخلی {\displaystyle V} برهم عمودند اگر ضرب داخلی {\displaystyle \langle x,y\rangle } صفر باشد. این رابطه تعامد را با {\displaystyle x\perp y} نشان می‌دهند.
- دو زیرفضای برداری {\displaystyle A} و {\displaystyle B} از یک فضای ضرب داخلی {\displaystyle V} را زیرفضاهای متعامد می‌گوییم اگر هر بردار از {\displaystyle A} به هر بردار از {\displaystyle B} عمود باشد. بزرگ‌ترین زیرفضایی که به یک زیرفضا عمود باشد، متمم عمود آن نامیده می‌شود.
- یک نگاشت خطی {\displaystyle T:V\rightarrow V} را نگاشت خطی متعامد می‌گوییم اگر ضرب داخلی را پایسته نگه دارد. یعنی برای هر جفت بردار {\displaystyle x} و {\displaystyle y} در فضای ضرب داخلی {\displaystyle V} داشته باشیم:

{\displaystyle \langle Tx,Ty\rangle =\langle x,y\rangle .}
این یعنی {\displaystyle T} زاویهٔ بین {\displaystyle x} و {\displaystyle y} را ثابت نگه می‌دارد و طول {\displaystyle Tx} و {\displaystyle x} برابر است.
دسته‌ای از بردارهای دوبه‌دو عمود برهم را که طول واحد داشته باشند (بردار یکّه باشند) بردارهای یکّه راست‌هنجار (متعامد یکه) می‌نامیم.

## توابع متعامد
مرسوم است که برای توابع {\displaystyle f} و {\displaystyle g} ضرب داخلی زیر را تعریف کنیم:
{\displaystyle \langle f,g\rangle _{w}=\int _{a}^{b}f(x)g(x)w(x)\,dx.}
که در آن {\displaystyle w(x)} تابع وزن نامنفی برای ضرب داخلی است. در ساده ترین حالت w(x) = 1. در این صورت، اگر حاصل ضرب داخلی‌شان صفر باشد می‌گوییم دو تابع برهم عمودند:
{\displaystyle \int _{a}^{b}f(x)g(x)w(x)\,dx=0.}
با استفاده از ضرب داخلی، ما نُرم به صورت زیر تعریف میکنیم که عبارت است از ضرب داخلی بردار در خودش. نُرم، طول بردارها (تابع‌ها) را به دست می‌د:
{\displaystyle \|f\|_{w}={\sqrt {\langle f,f\rangle _{w}}}}
اعضای یک دنباله از توابع {fi : i = 1, 2, 3, ...} متعامد هستند اگر
{\displaystyle \langle f_{i},f_{j}\rangle =\int _{-\infty }^{\infty }f_{i}(x)f_{j}(x)w(x)\,dx=\|f_{i}\|^{2}\delta _{i,j}=\|f_{j}\|^{2}\delta _{i,j}}
و راست‌هنجار (متعامد یکه) هستند اگر:
{\displaystyle \langle f_{i},f_{j}\rangle =\int _{-\infty }^{\infty }f_{i}(x)f_{j}(x)w(x)\,dx=\delta _{i,j}}
در رابطهٔ بالا
{\displaystyle \delta _{i,j}=\left\{{\begin{matrix}1&\mathrm {if} \ i=j\\0&\mathrm {if} \ i\neq j\end{matrix}}\right.}
دلتای کرونکر نام دارد. به زبان دیگر هر دو عضوی از این دنباله برهم عمودند و طول‌شان (برای توابع راست‌هنجار) ۱ است. چندجمله‌ای‌های متعامد را ببینید.

## مثال‌ها
- بردارهای (۱, ۳, ۲)، (۳, −۱, ۰) و (۱/۳, ۱, −۵/۳) برهم عمودند، زیرا

‎(۱)(۳) + (۳)(−۱) + (۲)(۰) = ۰
(۳)(۱/۳) + (−۱)(۱) + (۰)(−۵/۳) = ۰
(۱)(۱/۳) + (۳)(۱) − (۲)(۵/۳) = ۰

مساحت قسمت مثبت و منفی در بازه با هم برابر و نتیجه انتگرال در این بازه برابر صفر می شود. تابع درجه اول، تابع درجه دوم، و ضرب دو تابع.

- دو تابع 2t + ۳ و 5t2 + t − ۱۷/۹ را در نظر بگیرید. این تابع‌ها در بازهٔ {\displaystyle [-1,1]} و با تابع وزن {\displaystyle w(x)=1} برهم عمودند. ضرب این دو تابع برابر است با 10t3 + 17t2 − 7/9 t − ۱۷/۳ و ضرب داخلی‌شان می‌شود:

{\displaystyle \int _{-1}^{1}\left(10t^{3}+17t^{2}-{7 \over 9}t-{17 \over 3}\right)\,dt=\left[{5 \over 2}t^{4}+{17 \over 3}t^{3}-{7 \over 18}t^{2}-{17 \over 3}t\right]_{-1}^{1}}
{\displaystyle =\left({5 \over 2}(1)^{4}+{17 \over 3}(1)^{3}-{7 \over 18}(1)^{2}-{17 \over 3}(1)\right)-\left({5 \over 2}(-1)^{4}+{17 \over 3}(-1)^{3}-{7 \over 18}(-1)^{2}-{17 \over 3}(-1)\right)}
{\displaystyle ={19 \over 9}-{19 \over 9}=0.}
- چندجمله‌ای‌های متعامد بسیاری هستند که در ریاضیات، علوم و مهندسی کاربردهای بی‌شماری دارند. مانند:
  - چندجمله‌ای‌های هرمیت
  - چندجمله‌ای‌های لژاندر
  - چندجمله‌ای‌های لاگر
  - چندجمله‌ای‌های چبیشف
- در مکانیک کوانتومی، دو ویژه‌حالت یک تابع موج {\displaystyle \psi _{m}} و {\displaystyle \psi _{n}} متعامد هستند اگر مربوط به ویژه‌مقدارهای متفاوتی باشند. به زبان نمادگذاری دیراک، {\displaystyle \langle \psi _{m}|\psi _{n}\rangle =0} مگر این که {\displaystyle \psi _{m}} و {\displaystyle \psi _{n}} متعلق به یک ویژه‌مقدار باشند.

## در آرایه‌شناسی
در آرایه‌شناسی یک طبقه‌بندی متعامد است که در آن در هیچ موردی، هیچ عضوی در بیش از یک گروه عضو نباشد، این به معنی منحصر به فرد بودن متقابل طبقه‌بندی‌ها و عضوها است.

### کتاب‌های رایگان برخط
- محمد خرمی (تابستان ۲۰۰۳). «جبر خطی» (PDF). بایگانی‌شده از اصلی (PDF) در ۳۱ ژانویه ۲۰۱۲. دریافت‌شده در ۲۹ مارس ۲۰۰۹.

- Beezer, Rob, A First Course in Linear Algebra
- Connell, Edwin H. , Elements of Abstract and Linear Algebra
- Hefferon, Jim, Linear Algebra excellent textbook with complete solutions manual